# Ваднес-Хайтс (город, Миннесота)
Ва́днес-Хайтс (англ. Vadnais Heights) — город в округе Рамси, штат Миннесота, США. На площади 21,5 км² (18,9 км² — суша, 2,6 км² — вода), согласно переписи 2002 года, проживают 13 069 человек. Плотность населения составляет 692,4 чел./км².
- Телефонный код города — 651
- Почтовый индекс — 55110, 55127
- FIPS-код города — 27-66460[1]
- GNIS-идентификатор — 0653581[2]